# Shogo Shimada
Shogo Shimada (født 13. november 1979) er en tidligere japansk fodboldspiller.
Han har spillet for flere forskellige klubber i sin karriere, herunder FC Gifu.